# Біла Криниця (Чернівецький район)
Бі́ла Крини́ця — село в Україні, у Кам'янецькій сільській громаді Чернівецького району Чернівецької області.
Світовий духовно-історичний центр старообрядництва. У 1996 році в Білій Криниці проходив всесвітній старообрядницький собор.
У старообрядництві це невеличке село на кордоні з Румунією відоме тим, що тут 28 жовтня 1846 року було відновлено тричинну ієрархію — у сущому сані до старообрядців приєднався митрополит Амвросій. До 160-річчя цієї події 14-17 вересня 2006 року в українському селі Біла Криниця пройшов Освячений собор старообрядницької церкви.
Австрійський імператор Фердинанд Перший(дядько імператора Франца Йосифа)  особливо шанується старообрядцями Білокриницької ієрархії як благодійник старообрядців.Саме  він дозволив  відкрити в Білій Криниці  архієрейську кафедру,яку зайняв грецький митрополит Амвросій(Папагеоргопулос),який перейшов у старообрядство.
Цікавий факт.
Імператор Фердинанд зрікся престолу на користь племінника Франца Йосифа по причині  недуги-гідроцефалії і епілепсії(до 20 припадків в день).Незважаючи на це імператор володів п,ятьма мовами,грав на музичних інструментах,їздив на коні,фехтував,стріляв,розбірливо і гарно писав,професійно займався ботанікою.Заслужив прізвисько "добрий",бо провів загальну амністію,скасував фізичні тортури.Після відречення прожив 35 років в Празі.Він був останнім з Габсбургів,якого тіло,по старовинному звичаю роду Габсбургів,було поховане розділене на три частини-окремо серце,нутрощі і власне тіло.Він був останнім Габсбургом,коронованим у Празі золотою короною Вацлава.Його наступники ігнорували Прагу.

## Географія
Село розташоване в історичному регіоні Буковина за 45 км від Чернівців (автошлях Т 2636), поблизу кордону з Румунією, Біла Криниця—Климоуці. На північному заході від села бере початок річка Тарнаука, ліва притока Сучави. На півдні від села на українсько-румунському кордоні бере початок річка Русулуй, ліва притока Сучави.

### Клімат
Біла Криниця знаходяться в межах вологого континентального клімату із теплим літом.

## Історія
Із січня 1775 року село в складі імперії Габсбурґів (Австрія). Від 28 листопада 1918 року село Біла Криниця опинилося у складі Румунії (повіт Радівці). На той час велику частину населення села становили російські липовани.
Біла Криниця — центр поселення старовірів на Буковині, резиденція старообрядницького архієрея. Російські старообрядці (інші назви:  липовани, пилипони) прибули на Буковину з Причорномор'я, Молдавії, Валахії та Бессарабії в 1760—1780-х pp. Поселення липован з'явилися у трьох повітах. Австрійська влада, зацікавлена у заселенні Буковини, ставилася до прибульців прихильно. Патентом від 1783 року імператор Йосиф II звільнив їх від податків на 20 років і гарантував свободу віровизнання. За невелику плату переселенці одержали землю й були звільнені від панщини, а також на 50 років — від військової служби.
Із 28 червня 1940 року Північна Буковина стала частиною СРСР. Радянські війська з'явилися у селі 30 червня. Митрополит Силуан Кравцов, тяжко хворий на той момент, був змушений покинути Білу Криницю й вирушив у Бреїлу, де отримав притулок.
З 1991 року в складі незалежної України.

## Населення
За переписом населення 2001 року в селі мешкало 169 осіб.

### Мова
Розподіл населення за рідною мовою за даними перепису 2001 року:
| Мова       | Відсоток |
| ---------- | -------- |
| російська  | 76,33 %  |
| українська | 20,12 %  |
| молдовська | 2,37 %   |
| румунська  | 0,59 %   |

## Старообрядництво
За матеріальної допомоги одновірців із Росії село мало свій церковний центр: монастир і собор. На базі жіночого Білокриницького монастиря в 1844 році було створено єпархію, а з 1846 — ієрархію на чолі з митрополитом (Білокриницька митрополія), яка висвячувала священиків і єпископів для старообрядців усього світу.
Село стало центром відновлення старообрядців (т. зв. поповців, які, на відміну від безпоповців, мали священиків та визнавали таїнства). 28 жовтня 1846 року в Білій Криниці, у Покровському соборі, відбулося приєднання митрополита Амвросія до Православної старообрядницької церкви.
Покровський монастир був найбільшим духовно-просвітницьким центром на Буковині. Тут проживали митрополит, єпископ, вікарій, священноінок, два ієродиякона, по тридцять ченців і послушників. У монастирі була зібрана велика бібліотека, переписувалися книги, зберігався архів митрополії. На території обителі розташовувалися Покровський собор, храм Св. Миколи, митрополичі палати, двоповерховий братський корпус.
Наприкінці 1940-х років Покровський монастир було зруйновано. На монастирському цвинтарі збереглися могили білокриницьких митрополитів, ченців Павла й Алімпія — місцевих святих.
У 1940-х роках митрополію перенесено до Румунії. Нині резиденція митрополита білокриницького — Бреїла.
У роки радянської влади собор був закритий і тільки наприкінці 1980-х років його повернуто віруючим. У 1992 році знову освячений. Успенський собор донині належить жіночому старообрядницькому монастиреві.
У 1988 році в Білій Криниці створено музей старообрядництва, але в 1996 році його було закрито у зв'язку зі скороченням витрат державного бюджету, а експонати передано в обласний краєзнавчий музей.
На місці чоловічого монастиря, постраждалого під час Другої світової війни, облаштовано прикордонну заставу.

## Пам'ятки
Великий митрополичий собор збудовано в 1900—1908 роках на кошти московського купця Гліба Степановича Овсянникова в пам'ять про сина Олександра, який помер молодим. Автор проекту — придворний архітектор австрійського імператора В. І. Клік. Храм освячено в ім'я Успіння Пресвятої Богородиці митрополитом білокриницьким Макарієм у співслужінні архієпископа московського Іоанна. В його декоративному оформленні чітко простежуються риси російської архітектури XVII—XVIII ст. Споруда нагадує Собор Василя Блаженного в Москві. Поблизу — Космодем'янська церква XVIII-XIX століття, типово української дерев'яної архітектури.
Про життя старообрядців у Білій Криниці писали Л. Толстой, В. Короленко, А. Герцен, Федір Чащин.

## Світлини

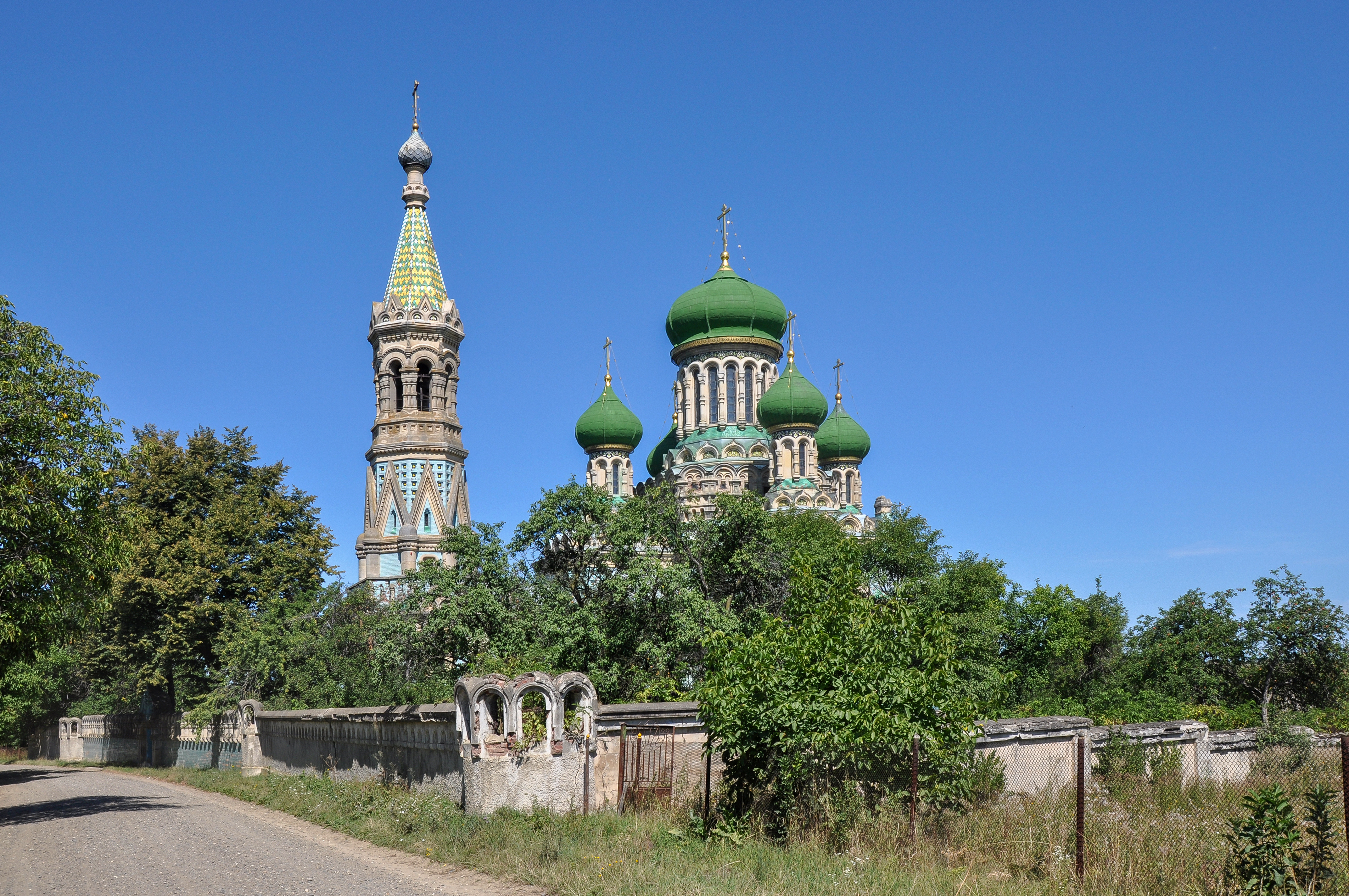
Собор Успіння Пресвятої Богородиці
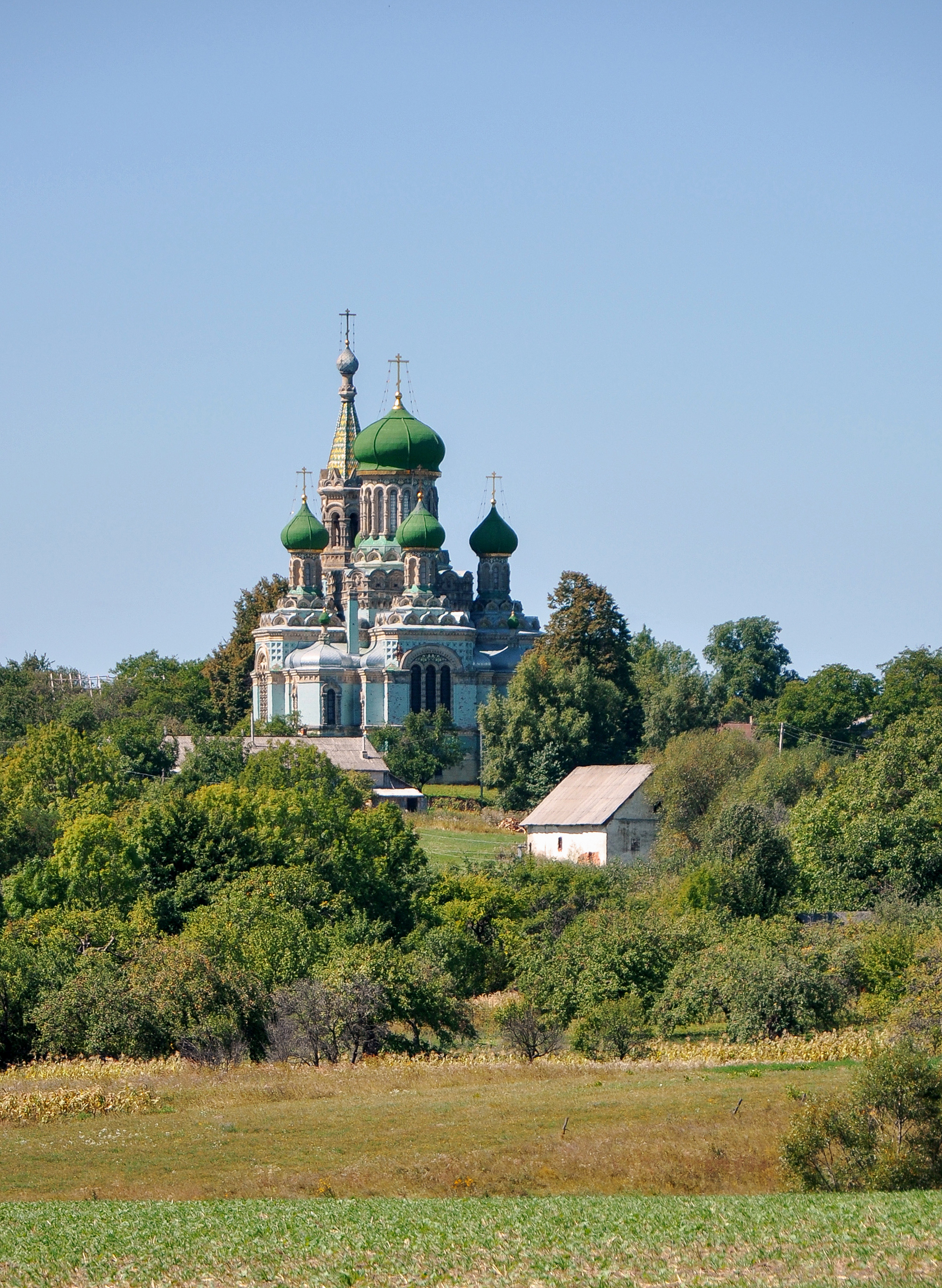
Собор Успіння Пресвятої Богородиці
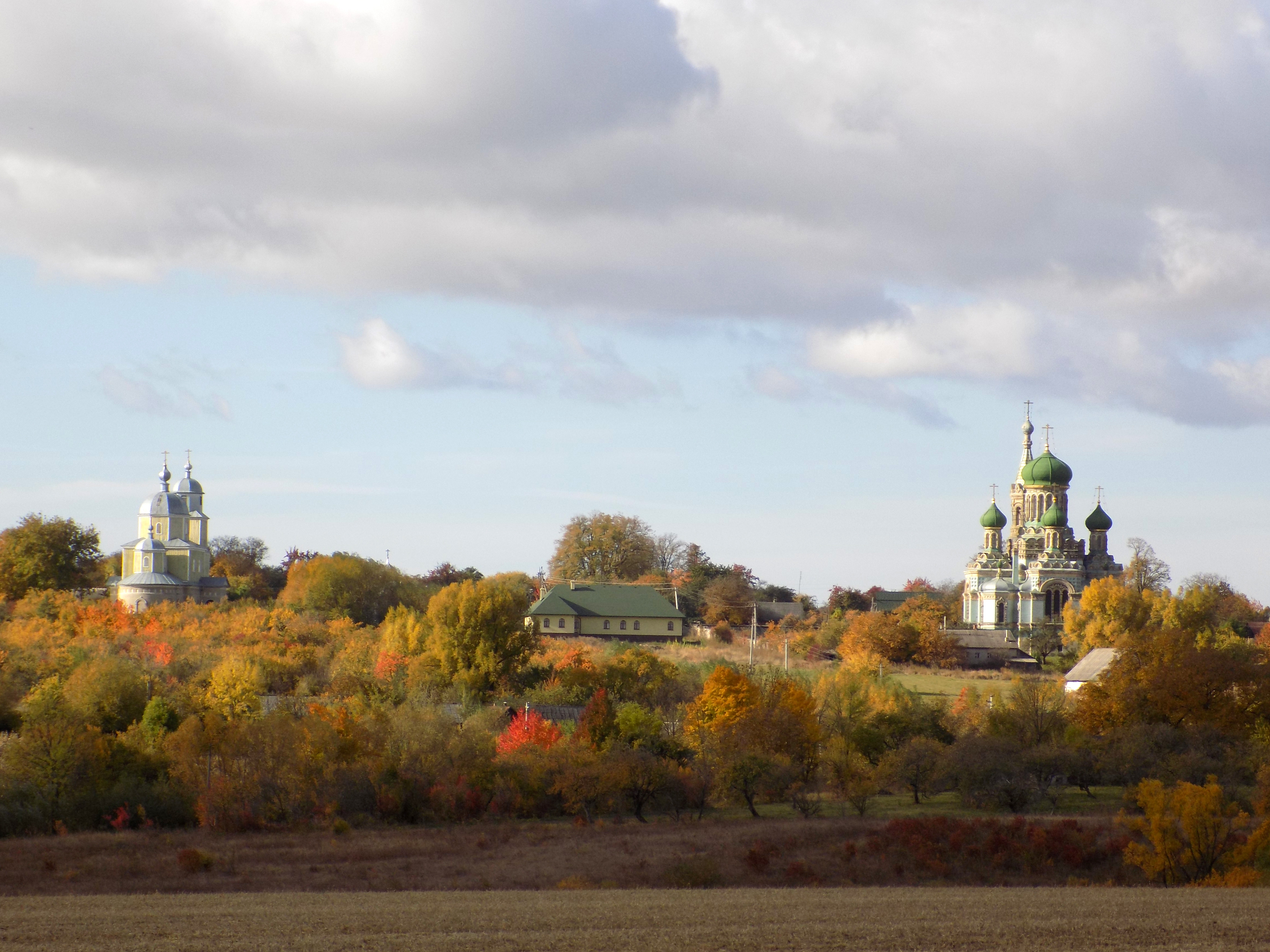
Собор Успіння Пресвятої Богородиці Біла Криниця